# ヘレーネ・クラマー
ヘレーネ・クラマー（Helene Cramer、1844年12月13日 - 1916年4月14日）は、ドイツの画家である。花などの静物画や風景画、肖像画を描いた。

## 略歴
ハンブルクの裕福な商人の家庭に生まれた。妹のモリー・クラマー（Molly Cramer: 1852-1936）も画家になった。
父親が亡くなった後の1882年に、妹と画家になる訓練を受け始めたが、その時ヘレーネは30代後半であった。ハンブルクのイラストレーターのテオバルト・リーフェセル（Johann Theobald Riefesell: 1836-1895）や画家のカール・ロデック（1841-1909）とカール・エスターレー（Carl Oesterley: 1839–1930）らに個人教授を受けた後、1880年代の終わりには、デン・ハーグでマルガレータ・ローゼンボーム（Margaretha Roosenboom: 1843–1896）のもとで修行し、さらに妹とアントウェルペンで静物画家のウジェーヌ・ヨールス（Eugène Joors: 1850-1910）のもとで静物画を学んだ。
ハンブルクに戻ると、主に花を題材に静物画を描き、ミュンヘンのガラス宮殿の展覧会や大ベルリン美術展 (Große Berliner Kunstausstellung)に出展を続け、 ベルリンで、1893年から1908年の間に数回展示会を開き、しばしば妹のモリーと共同展を開いた。1893年のシカゴ万国博覧会のパレス・オブ・ファイン・アーツや女性館に出展し、1900年にロンドンで開かれた女性芸術家の展覧会にも出展した。
1896年にハンブルク美術館館長アルフレート・リヒトヴァルクは、美術館のために何点かのクラマー姉妹の作品を購入した。クラマー姉妹の邸にはリヒトヴァルクがしばしば訪れ、1897年ころからハンブルク画家クラブ(Hamburgischer Künstlerklub)のメンバーのエルンスト・アイトナー（Ernst Eitner）、アルテュール・イリーズ（Arthur Illies）、ポール・カイザー（Paul Kayser)たちもしばしば訪れた。クラマー姉妹はクラブには入会しなかったが作品をクラブの展覧会に出展した。
「ドイツ総合芸術家組合（Allgemeinen Deutschen Kunstgenossenschaft）」や「北西ドイツ芸術家協会（Vereinigung Nordwestdeutscher Künstler）」、「ベルリン女性画家協会（Verein der Berliner Künstlerinnen）」、「ウィーン女性作家・画家協会（Verein der Schriftstellerinnen umd Künstlerinnen Wien」といった美術家協会の会員であった。
1916年に 72歳でハンブルクで亡くなった。

## 作品

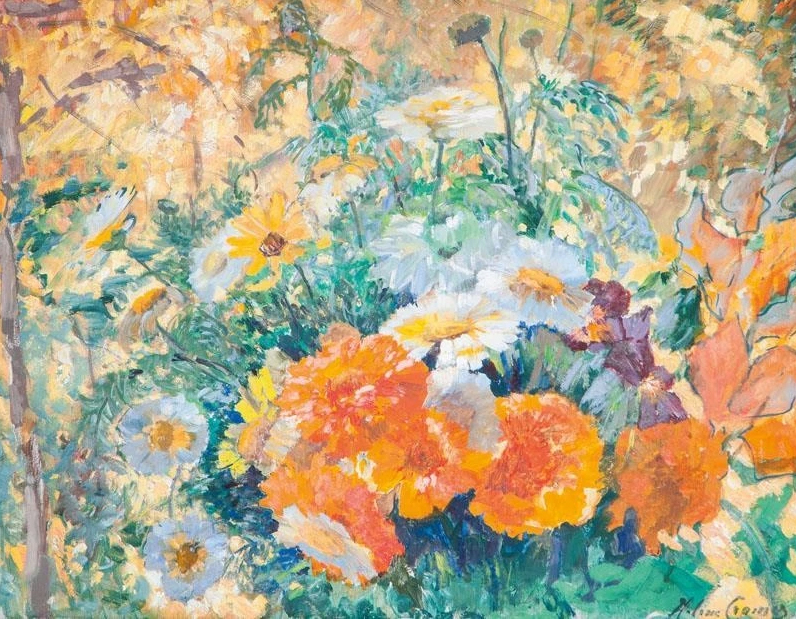
「花盛りの庭」
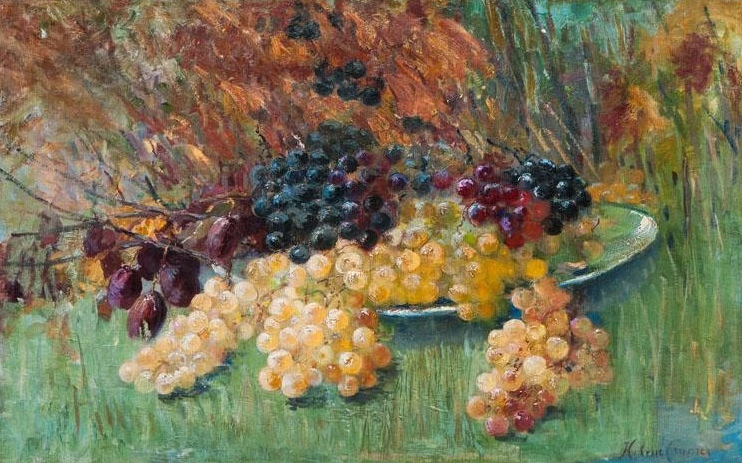
「ブドウのある静物」
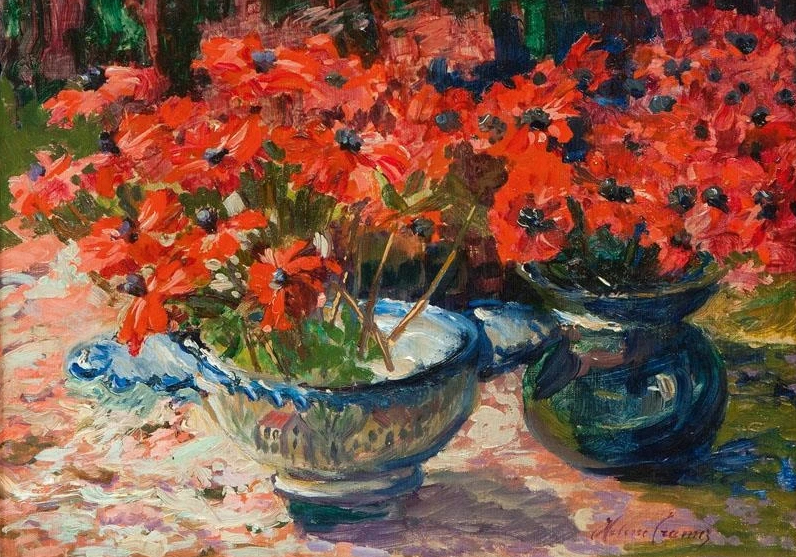
「赤い花のある静物」